# Cynorta quibijana
Cynorta quibijana is een hooiwagen uit de familie Cosmetidae.